# Au vent des îles
 (juillet 2018).
 (juillet 2018).
Fondée en 1991, la maison d'édition Au vent des îles est implantée à Tahiti, en Polynésie Française.
Au vent des îles est l'éditeur francophone le plus important du Pacifique (en termes de catalogue et de diffusion).

## Ligne éditoriale
Au vent des îles publie des textes contemporains d'auteurs du grand Pacifique et des ouvrages relatifs à l'Océanie (polynésiens, maoris, samoans, mélanésiens, australiens, papous etc.).
Le catalogue se compose de textes forts et de messages puissants véhiculés par ces auteurs autochtones, encore méconnus en territoires francophones, dont la revendication identitaire est marquée, signe d'un engagement éditorial singulier faisant écho à une réalité de fait sur le plan historique : l'amorce d'une décolonisation morale amorcée depuis quelques décennies.
Cette démarche implique la traduction de textes de nombreux écrivains anglophones de référence dans le Pacifique, notamment néo-zélandais, australiens, samoans et papous.
Si les écrivains natifs du grand Pacifique sont privilégiés au sein de cette maison, les auteurs et contributeurs métropolitains ne sont toutefois pas en reste, pour peu qu'ils aient une fine connaissance du Pacifique, confortée par plusieurs périodes d'immersion dans la région. À ce titre, plusieurs ouvrages ont été édités à la suite de l'accueil d'écrivains français à la résidence néo-zélandaise Randell Writers Cottage de Wellington.
La traduction de textes aborigènes, maoris, papous, samoans ou encore fidjiens est un axe éditorial fort de cette maison.

## Collections
Plus de 200 titres (dont la moitié également en version numérique composent le catalogue.